# Ibn al-Faqih
Ahmed ben Mohammed Ibn al-Faqih al-Hamadânî (persan : احمد بن محمد ابن الفقيه الهمذانی) (fl. 902) est un historien et géographe persan du Xe siècle, réputé pour son Mukhtasar Kitab al-Buldan (« Livre concis des terres ») écrit en arabe. 
Dans les années 1870, l'orientaliste néerlandais Michael Jan de Goeje a édité une sélection d'œuvres de géographes arabes dans une série de 8 volumes intitulée Bibliotheca geographorum Arabicorum, publiée par les éditeurs Lugduni-Batavae (Leiden) Brill. Le Mukhtasar Kitab al-Buldan d'Al-Hamadhānī a été publié dans le volume 5 de cette série. 
En 1967, les deuxièmes éditions ont été imprimées par Dar Sadir (Beyrouth) et E.J. Brill (Lugduni Batavorum). 